# Аббасова, Лейла
Лейла Аббасова (чеш. Lejla Abbasová; род. 14 февраля 1980, Прага) — чешская актриса и телеведущая.
Родилась в Праге, в семье выходца из Судана и чешки. Ведущая шоу Большой Брат , ведущая на чешских телеканалах Galaxie, TV 3, Óčko, Českou hitparád.
Снималась в рекламных клипах.
Пресс-секретарь Лиги этнических меньшинств Чешской Республики, пресс-секретарь министра по правам человека Майкла Кочаба.
Ведущая телевизионного шоу на канале Óčko — Стиль («Styllisimo»).
Актриса, играет в спектакле по роману К. Манна роль Джульетты.

## Фильмография
- 2008 — Хроники Нарнии: Принц Каспиан — жена Гленсторма
- 2002 — Хит-парад ИФПИ (телесериал)

### Телевидение (Чехия)
- 2009 — Top star magazín
- 2009 — Zázraky prírody
- 2008 — Hvězdný reportér
- 2008 — Intimní zpověď
- 2008 — Limuzína
- 2008 — Mr. GS (телекомедия)
- 2005 — Большой брат
- 2000 — Krásný ztráty
- 2000 — Sama doma
- 1999 — Banánové rybicky (Чехия)